# Плернёф
Плернёф (фр. Plerneuf, брет. Plerneg, галло Plèrnoec) — коммуна во Франции, находится в регионе Бретань. Департамент — Кот-д’Армор. Входит в состав кантона Плело. Округ коммуны — Генган.
Код INSEE коммуны — 22188.

## География
Коммуна расположена приблизительно в 390 км к западу от Парижа, в 100 км северо-западнее Ренна, в 9 км к западу от Сен-Бриё.

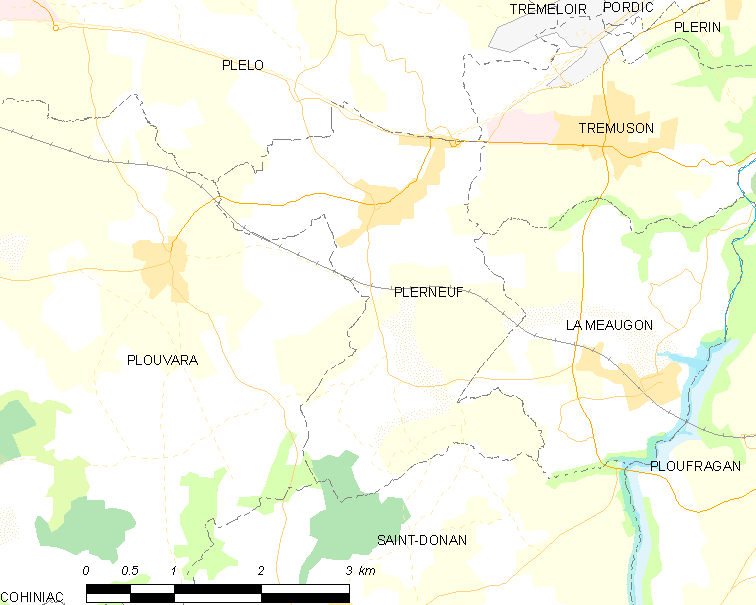
Карта коммуны

## Население
Население коммуны на 2016 год составляло 1046 человек.
| 1962 | 1968 | 1975 | 1982 | 1990 | 1999 | 2010 | 2016 |
| ---- | ---- | ---- | ---- | ---- | ---- | ---- | ---- |
| 404  | 425  | 545  | 755  | 844  | 887  | 1009 | 1046 |

## Экономика
В 2007 году среди 662 человек в трудоспособном возрасте (15—64 лет) 499 были экономически активными, 163 — неактивными (показатель активности — 75,4 %, в 1999 году было 75,6 %). Из 499 активных работали 470 человек (252 мужчины и 218 женщин), безработных было 29 (12 мужчин и 17 женщин). Среди 163 неактивных 66 человек были учениками или студентами, 53 — пенсионерами, 44 были неактивными по другим причинам.

## Достопримечательности
- Часовня Нотр-Дам
  - Статуя Св. Женевьевы (XVI век). Высота — 110 см; дерево. Исторический памятник с 1974 года[3]
  - Статуя Св. Аполлинария (XVI век). Высота — 90 см; дерево. Исторический памятник с 1974 года[4]